# Marco Cari
Marco Cari (Ciampino, 9 aprile 1956) è un allenatore di calcio ed ex calciatore italiano, di ruolo portiere.

## Carriera

### Giocatore
Prodotto del vivaio della Lazio, fa parte della rosa di prima squadra, non conta alcuna presenza, ma solo 8 panchine nella stagione 1977-1978.
Dopo aver collezionato 5 presenze nel Teramo, nel Frosinone diventa il calciatore con il maggior numero di presenze nella storia del club.

### Allenatore
La sua carriera di allenatore comincia con due stagioni in Serie D nel Ferentino, concludendo il campionato al 7º posto nella prima stagione e al 12º nella seconda. Nel corso della seconda stagione compie un'autentica impresa nel girone di ritorno dopo che quello d'andata lo aveva visto all'ultimo posto con soli 11 punti.
In seguito si trasferisce al Giugliano in Serie C2 concludendo la prima stagione al nono posto e arrivando ai play-off la seconda, dopo aver concluso il campionato al quinto posto. Il sogno promozione però si infrange in semifinale play-off contro il Brindisi.
L'ottimo campionato disputato in Campania gli valgono la chiamata della Fermana in Serie C1. Dopo il campionato la squadra si piazza al 14º posto e quindi è obbligata a disputare i play-out contro il Chieti, riuscendo a salvarsi.
Nella stagione 2005-2006 è chiamato a guidare il Teramo, arrivando al 7º posto al termine del campionato, in seguito ai 4 punti di penalizzazione inflitti alla squadra al termine dello stesso.
Nel 2006-2007 viene chiamato alla guida del Perugia dopo 6 giornate, arrivando al sesto posto, mancando per un soffio i play-off.
I play-off per andare in Serie B arrivano alla guida del Taranto. Dopo aver concluso la stagione 2007-2008 al terzo posto, supera in semifinale il Crotone, ma deve arrendersi in finale all'Ancona.
Arriva la chiamata dell'Arezzo in Lega Pro Prima Divisione girone B. Nonostante l'ottima partenza e la presenza della squadra sempre nei piani alti della classifica, dopo le due sconfitte consecutive alla quinta e alla sesta giornata di ritorno, rispettivamente contro Taranto (0-1) e Virtus Lanciano (1-2, quest'ultima in casa), che hanno fatto scendere l'Arezzo al terzo posto, a 7 punti dal Gallipoli capolista, hanno portato il 24 febbraio 2009 all'esonero di Cari, con l'arrivo in panchina di Guido Ugolotti. La permanenza di quest'ultimo sulla panchina amaranto è però durata appena 5 giornate: dopo due vittorie (di cui una contro la capolista Gallipoli), un pareggio e due sconfitte, che hanno fatto scendere l'Arezzo al quinto posto, la dirigenza ha richiamato alla guida della squadra Cari. Quest'ultimo ha riportato l'Arezzo sul binario giusto: con due vittorie, tre pareggi e una sola sconfitta nelle ultime sei giornate, gli amaranto hanno agguantato il quarto posto finale, guadagnandosi l'accesso ai play-off contro il Crotone.

Nella gara di andata, il 31 maggio 2009, l'Arezzo si fa battere a domicilio per 2-1: al gol di Aurelio per i calabresi risponde Lauria per gli amaranto, ma il nuovo vantaggio ospite al 90' con Carcuro riduce al lumicino le possibilità di passaggio del turno.

Al ritorno, il 7 giugno 2009, l'Arezzo subisce un autentico tracollo allo stadio Ezio Scida di Crotone: la partita termina con un umilante 4-0 dopo un monologo dei padroni di casa (reti di Pacciardi, Galardo, Scognamiglio e Russo), complice il clima da "rompete le righe" che si era venuto a creare.
Nel 2009 allena la Salernitana in Serie B, subentrando a Fabio Brini dopo cinque giornate di campionato e venendo esonerato il 2 novembre 2009.
Il 25 gennaio 2011 viene chiamato al Barletta per sostituire Arcangelo Sciannimanico, con l'obiettivo di portare la squadra alla salvezza nel girone B di Lega Pro Prima Divisione.
Riesce nell'obiettivo compiendo un'impresa e concludendo la stagione all'11º posto con 40 punti. Il 18 maggio 2011 viene riconfermato per la stagione successiva durante una conferenza stampa.
Il 7 febbraio 2012, il presidente del Barletta, Tatò, comunica l'esonero di Cari e l'ingaggio di Nello Di Costanzo alla guida della squadra.
Il 24 luglio 2012, viene chiamato alla guida dell'Andria, ma dopo 4 giorni, attraverso una conferenza stampa, la società comunica che non rientra nei piani tecnici ed economici.
Il 17 ottobre 2013 gli viene affidata la guida tecnica della Torres, con cui retrocede nei play-out contro il Forlì.
Il 1º settembre 2014 sostituisce il dimissionario Salvatore Campilongo sulla panchina del Rimini, pochi giorni prima dell'inizio della stagione. Il 15 ottobre la società aveva annunciato il suo esonero, salvo poi fare marcia indietro e confermarlo in panchina. Il 12 aprile, battendo 2-0 il Thermal Abano, conquista la matematica promozione in Lega Pro con quattro giornate di anticipo. Nonostante la conquista del campionato, il tecnico laziale non viene confermato e il 21 giugno 2015 è sostituito da Alessandro Pane.
Il 28 gennaio 2016 diventa il nuovo allenatore del Martina al posto di Beppe Incocciati.
Nel giugno 2016 diventa il nuovo allenatore del Grosseto, in Serie D, ma il 22 agosto dello stesso anno si dimette dall'incarico.

## Palmarès

### Giocatore

#### Competizioni giovanili
- Torneo Internazionale Sanremo: 1

Lazio: 1974
- Campionato Primavera: 1

Lazio: 1975-1976
- Campionato Under 23: 1

Lazio: 1973-1974

#### Competizioni nazionali
- Serie C2: 1

Frosinone: 1986-1987

### Allenatore

#### Competizioni regionali
- Eccellenza: 1

Ferentino: 2000-2001

#### Competizioni interregionali
- Serie D: 1

Rimini: 2014-2015